# Constanza Valdés

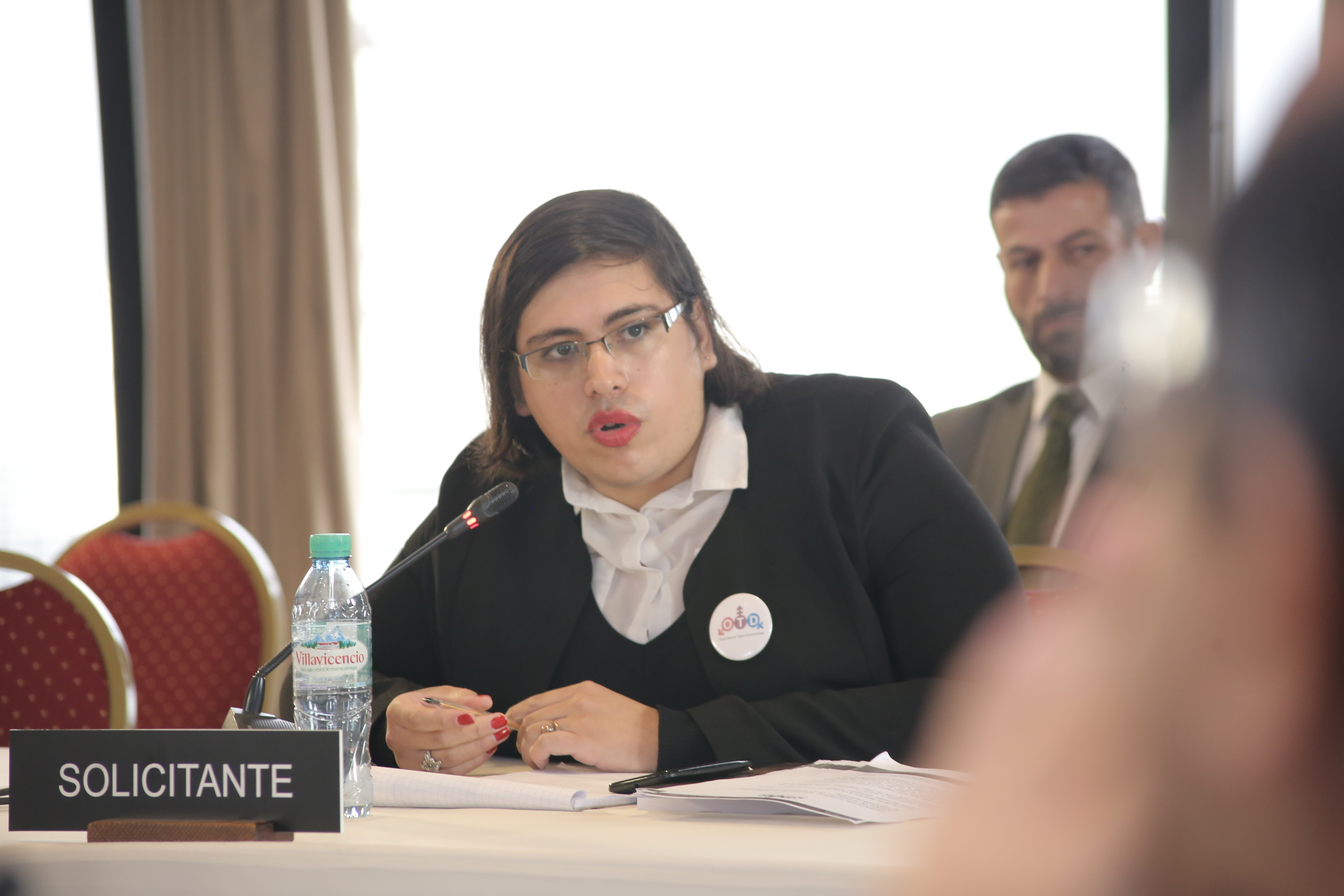
Constanza Valdés năm 2017

Constanza Valdés là một người chuyển giới nữ, nhà hoạt động chính trị và cố vấn viên của nghị viện Chile.
Cô trở thành người phát ngôn của Broad Front vào tháng 6 năm 2017, khiến cô trở thành người chuyển giới nữ đầu tiên phát ngôn cho một tổ chức chính trị. Cô ủng hộ Luật Nhận dạng Giới tính năm 2017 (Gender Identity Law) ở Chile, với nội dung đơn giản hóa các thủ tục cho người chuyển giới trong việc thay đổi tên và giới tính của họ, mặc dù cô ấy chỉ trích tác động của nó không đi đủ xa.
Valdés là cố vấn pháp lý cho Tổ chức Organizing Trans-Diversities, một tổ chức chuyên vận động cho quyền chuyển giới. Cô hiện là cố vấn cho chính trị gia người Chile, Claudia Mix. Valdés là thành viên của đảng hải tặc Chile.
Valdés học luật tại trường Diego Portales University. Trong buổi phỏng vấn với Qué Pasa, Cô ấy nói rằng cô ấy nhận ra giới tính của mình khi cô ấy 18 tuổi, nhưng phải mất năm năm cô ấy mới công khai là người chuyển giới nữ, vì sợ nó sẽ gây ra vấn đề của cô ấy ở trường đại học. Cô đã thay đổi tên hợp pháp và giới tính của mình vào ngày 21 tháng 4 năm 2016. Trong một cuộc phỏng vấn năm 2017, Valdés nói rằng cô không muốn điều trị bằng hormone hay phẫu thuật và tự mô tả mình là một nhà nữ quyền.